# Хрисанфов, Никита Сергеевич
Ники́та Серге́евич Хриса́нфов (род. 24 марта 2004, Киров) — российский футболист, полузащитник белорусского клуба «Слуцк-2024».

## Биография
Родился в Кирове.
Футболом начал заниматься в кировской ДЮСШ-5. Летом 2020 года перешёл в академию футбола Юрия Коноплёва.
В феврале 2022 года присоединился к молодёжной команде клуба «Крылья Советов».
26 февраля 2023 года пополнил состав молодёжного состава «Урала».
16 июля 2023 года в матче Второй лиги (дивизион «Б») против «Рубина-2» дебютировал в профессиональном футболе за «Урал-2».
15 октября 2024 года в матче Кубка России против саратовского «Сокола» дебютировал за основной состав «Урала».
25 июля 2025 на правах свободного агента перешёл в белорусский клуб «Слуцк-2024». 26 июля 2025 года в матче Кубка Беларуси против «Ислочи» дебютировал за команду. 3 августа 2025 года в матче против «МЛ Витебск» дебютировал в чемпионате Беларуси.

## Статистика выступлений
| Выступление      | Выступление       | Выступление      | Лига | Лига | Кубки | Кубки | Итого | Итого |
| Клуб             | Лига              | Сезон            | Игры | Голы | Игры  | Голы  | Игры  | Голы  |
| ---------------- | ----------------- | ---------------- | ---- | ---- | ----- | ----- | ----- | ----- |
| Урал             | Первая лига       | 2024/25          | 0    | 0    | 1     | 0     | 1     | 0     |
| Урал             | Итого             | Итого            | 0    | 0    | 1     | 0     | 1     | 0     |
| → Урал-2         | Вторая лига («Б») | 2023             | 8    | 0    | —     | —     | 8     | 0     |
| → Урал-2         | Вторая лига («Б») | 2024             | 24   | 5    | —     | —     | 24    | 5     |
| → Урал-2         | Вторая лига («Б») | 2025             | 12   | 2    | —     | —     | 12    | 2     |
| → Урал-2         | Итого             | Итого            | 44   | 7    | —     | —     | 44    | 7     |
| Слуцк-2024       | Высшая лига       | 2025             | 3    | 1    | 1     | 0     | 4     | 1     |
| Слуцк-2024       | Итого             | Итого            | 3    | 1    | 1     | 0     | 4     | 1     |
| Всего за карьеру | Всего за карьеру  | Всего за карьеру | 47   | 8    | 2     | 0     | 49    | 8     |